# 달라이 라마
달라이 라마(티베트어: ཏཱ་ལའི་བླ་མ་ taa-la’i bla-ma)는 스스로를 1391년부터 전세된 티베트 불교 겔룩파에 속하는 자들로, 티베트 불교의 지도자이자 티베트 망명정부의 국가원수이다. 현재의 달라이 라마는 땐진 갸초로 1989년 노벨평화상과 루스벨트 자유상(1994), 세계안보평화상(1994) 등을 받았다.

## 역사
1642년에 티베트의 주권자가 된 데이픈사 주지의 역대 전생자에 대한 통칭. 티베트의 교화주(敎化主)라는 관음보살의 화신이 전생한 것으로서 민간에서 믿고 있다. 촌카파가 개종한 겔루크파 불교가 급속히 발전해서 종래의 여러 파와 대립하고, 각각 동서의 유력민족과 결탁해서 항쟁했다. 겔파의 저항운동을 조직한 겐둔ㆍ개초의 사망 후, 세력결속의 상징으로서 반대파의 습관에 따라서 전생자(轉生者)가 선출되었다.
이 전생활불소남ㆍ개초는 1578년 청해(靑海)에 가서 몽골의 알탄 칸과 만나 달라이 라마의 칭호를 받았다. 달라이는 그 이름의 일부 개초(대해(大海))에 대한 몽고어이다. 그가 몽골 포교 중에 사망하자, 겔파는 알탄ㆍ한계의 군사력에 의지해서 그 조카의 아들을 새로운 전생자로 뽑고, 그의 사망 후에는 오이라이트부의 구시 한과 결탁해서 당시의 티베트정부를 멸망시키고, 신전생자인 로산 캐초를 주권자로서 달라이 라마 5세로 하고, 거슬러 올라가서 초대를 추가했다.
5세는 고파 불교의 신봉자로서 많은 저작을 남겼는데, 말년에 몽고의 지배를 둘러싸고 청조와 대립하였으며, 연애시인인 6세는 청에 납치되어서 도중에 청해에서 사망했다. 청은 그 권위를 부정하고자 하였으나, 민중의 저항으로 부득이하게 그의 전생자가 된 7세를 인정했다. 7세는 말년에 주장대신(駐藏大臣) 살해사건의 처리를 평가받아서 1751년부터 주장대신 감시를 조건으로 정권의 재발족을 허가받았다.
8세는 정치에 관심이 없어 권력의 독점을 섭정 등에 허용했기 때문에 실권계승의 암투가 계속되어서 9세부터 12세까지의 달라이 라마는 요절하였다. 13세 투프텐 개초는 러시아, 영국과 청조의 외교정책에 농락당하면서 허무하게 독립을 외치면서 망명을 계속하고, 귀국 후 판첸 라마 6세와 대립하여, 후자를 부득이하게 중국망명을 시켰다. 이것이 원인이 되어서 중국과의 관계가 악화되어서, 14세는 1959년 이후 중국과 대립해서 인도로 망명하였다.
달라이 라마 측에서는 티베트의 다른 모든 불교 종파는 달라이 라마를 전 티베트의 종교적 정치적 지도자로 인정한다고 주장한다. 그들에 따르면 달라이 라마 외에 지도자로는 판첸 라마가 있는데 판첸라마는 종교적으로 달라이라마에 다음 가는 지위에 있다. 겔룩파의 공식적인 지도자는 간덴 트리파(Ganden Tripa, 겔룩파의 창시자 총카파가 세운 첫 번째 사원 간덴사의 주지)이다. 달라이 라마는 겔룩파가 티베트에 진출한 이래(17세기 중엽부터 중화인민공화국이 티베트를 차지한 1959년 달라이 라마 14세가 인도로 망명하기까지) 티베트의 통치자였다.
‘달라이 라마’라는 칭호는 몽골의 알탄 칸이 3대 달라이 라마 소남 갸초에게 봉헌한 이름인데, 그는 겸손의 의미로 자신의 스승과 그의 스승에게 1대, 2대 달라이라마의 칭호를 올리고 자신은 3대 달라이라마가 되었다. 그 이래로 그 법통을 잇는 모든 화신들에게 사용되고 있다. 몽골어 ‘달라이’는 갸초(Gyatso, 지혜를 가진 영혼)와 함께 ‘바다’를 뜻하며, 티베트어 ‘라마’는 산스크리트어의 ‘구루(grub, Drup)’에 해당하는 말로 ‘영적인 스승’이라는 뜻이다. 즉 "바다와 같은 지혜를 가진 스승"이라는 뜻이다.
사람들은 달라이 라마가 자비의 보살인 관세음보살(티베트어: Chenrezig)의 화신이라고 믿으며, 달라이 라마가 죽은 뒤에 차기의 달라이 라마가 다시 환생하였다고 믿는다. 하지만 지금의 달라이 라마는 스스로 자신이 깨달은 자라는 것을 천명하지 않고 있다. 특히 텐진 갸초는 1959년 중국의 티베트 통치에 반대하여 인도로 망명하였다.
그 후 전 세계를 돌아다니며 불교의 가르침을 알리는 한편 국제 사회에 티베트의 독립을 지지해 줄 것을 호소하고 있다. 티베트 불교는 대승불교와 밀교에 속한다. 달라이 라마와 판첸 라마는 환생을 관리하는 중요한 동반자였지만 현대 들어 판첸 라마가 중국 정부에 근접하면서 두 라마의 거리는 멀어졌다. 결국 지금은 달라이 라마가 지정한 판첸 라마와 중국 정부가 지정한 판첸 라마가 라마교(티베트 불교)의 지도자로 다른 위치에서 공존하고 있다.
중국 당국이 최근 티베트인 거주 지역에서 티베트 불교의 정신적 지도자인 달라이 라마 숭배를 일부 허용한 것으로 알려져 중국 당국의 티베트 정책 변화 여부가 주목되고 있는데 자유아시아방송(RFA)은 27일 소식통을 인용해 중국 당국이 티베트인 거주지역인 칭하이(靑海)성과 쓰촨(四川)성에서 승려들이 공개적으로 달라이 라마를 '정치적' 인물이 아닌 종교 지도자로 숭상하는 것을 허용했다고 보도하고 있다.

## 활동
1945년 티베트는 중국으로부터 독립하는데 성공하였지만 1949년 마오쩌둥(毛澤東)이 중화인민공화국을 세우고 티베트 정부에 대하여 중국의 일부로 편입하면서 갈등이 생겨났다. 이후 중화인민공화국에서 지역자치를 권하였으나 티베트인(人)들이 호응하지 않자 중국은 1950년 여름 무력으로 창두(昌都)를 점령하였다. 이에 달라이 라마(텐진 갸초)는 어쩔 수 없이 중국의 '화평해방'을 받아들여 1951년 5월 티베트 협정에 조인한 뒤, 1954년 티베트 지방정부 주석, 전국 인민대표대회 티베트 대표, 정치협상회의 전국위원 등을 역임하게 되었다.
하지만 1959년 3월 티베트에서 반(反)중국 반란이 일어나 총 12만여 명에 달하는 티베트인들이 학살되고, 중국군에 의해 6,000여 개의 불교사원이 파괴되자 국제적 지원과 티베트 독립운동을 지속하기 위해 인도로 망명하였다. 이어 인도 동북부의 히말라야산맥 기슭인 다람살라에 티베트 망명정부를 세우고, 1963년 티베트 헌법을 기초하는 한편, 40여 년 간 학교·수공예공장·예술학교 등을 설립해 티베트 문화의 정체성을 지키는 데 주력하였고 특히 비폭력 노선을 견지하면서 지속적으로 티베트의 독립운동을 전개해, 결국 1959·1961·1965년에 걸쳐 유엔 총회에서 중국 정부를 상대로 티베트의 인권과 자치권을 존중하라는 결의안을 채택하도록 하였고, 티베트의 무장 게릴라 조직인 캄바의 대(對) 중국 무력투쟁 노선을 반대해 이를 해산하는 등 세계평화를 위한 비폭력주의를 고수하였다.
달라이 라마의 이러한 공로로 세계인권단체에서 호의적인 반응을 보였고 차츰 서방세계에 알려지면서 관심과 지원으로 1989년 노벨평화상을 받았다. 이 외에도 루스벨트 자유상(1994), 세계안보평화상(1994) 등을 받았으며 현재도 세계 각국을 오가며 계속 티베트의 독립운동을 전개하고 있는데, 한국에서도 1990년대 말부터 불교계를 중심으로 한국방문을 추진하고 있으나, 중국과의 외교적 관계 등을 이유로 정부에서 입국을 허용하지 않고 있는 실정에 있다.
역대 달라이 라마 중에서 17세기에 활약했던 달라이 라마 5세(1617~1682, 롭상 갸초)는 가장 유명한 소환사로 알려졌는데 그는 뛰어난 주술자이며, 매장 경전의 발굴자로서도 알려져 있다. 티베트의 수도 라싸의 입구에는 일찍이 파르고칼린이라는 거대한 불탑이 있었다. 그는 그 속에 '강복(降伏)의 륜(輪)'이라 불리는 주물(呪物)을 넣고 티베트가 불교에 의해 다스려지도록 기원했다고 한다. 현재의 달라이 라마 14세(텐진 갸초)도 세계 각지에서 밀교 의식을 행하고 있는데 달라이라마로 포탈라(補陀落)에서 즉위한 이래, 티베트족들의 정신적 신앙적 지주로서 평생을 중국으로부터 티베트의 독립을 이끌어 내는 데 헌신해 온 티베트의 지도자로 알려져 있다.

## 역대 달라이 라마
| No | 이름         | 티베트 문자 와일리 표기법                | 초상화 | 생몰 연도 | 즉위 | 재위 연도       |
| -- | ------------ | ---------------------------------------- | ------ | --------- | ---- | --------------- |
| 1  | 게뒨줍빠     | དགེ་འདུན་འགྲུབ་ dge 'dun 'grub               |        | 1391–1474 | –    | 1447–1474       |
| 2  | 게뒨갸초     | དགེ་འདུན་རྒྱ་མཚོ་ dge 'dun rgya mtsho         |        | 1475–1541 | –    | 1492–1541       |
| 3  | 쇠남갸초     | བསོད་ནམས་རྒྱ་མཚོ་ bsod nams rgya mtsho       |        | 1543–1588 | ?    | 1578–1588       |
| 4  | 왼땐갸초     | ཡོན་ཏན་རྒྱ་མཚོ་ yon tan rgya mtsho           |        | 1589–1616 | ?    | 1601–1616       |
| 5  | 아왕로쌍갸초 | བློ་བཟང་རྒྱ་མཚོ་ blo bzang rgya mtsho         |        | 1617–1682 | 1618 | 1642–1682       |
| 6  | 창앙갸초     | ཚངས་དབྱངས་རྒྱ་མཚོ་ tshang dbyangs rgya mtsho |        | 1683–1706 | 1688 | 1697–1706       |
| 7  | 게상갸초     | བསྐལ་བཟང་རྒྱ་མཚོ་ bskal bzang rgya mtsho     |        | 1708–1757 | ?    | 1720–1757       |
| 8  | 참빼갸초     | བྱམས་སྤེལ་རྒྱ་མཚོ་ byams spel rgya mtsho       |        | 1758–1804 | 1760 | 1762–1804       |
| 9  | 룽독갸초     | ལུང་རྟོགས་རྒྱ་མཚོ་ lung rtogs rgya mtsho       |        | 1806–1815 | 1807 | 1810–1815       |
| 10 | 취침갸초     | ཚུལ་ཁྲིམས་རྒྱ་མཚོ་ tshul khrim rgya mtsho      |        | 1816–1837 | 1820 | 1822–1837       |
| 11 | 케줍갸초     | མཁས་གྲུབ་རྒྱ་མཚོ་ mkhas grub rgya mtsho       |        | 1838–1856 | 1840 | 1844–1856       |
| 12 | 친레갸초     | འཕྲིན་ལས་རྒྱ་མཚོ་ 'phrin las rgya mtsho       |        | 1857–1875 | 1860 | 1873–1875       |
| 13 | 툽땐갸초     | ཐུབ་བསྟན་རྒྱ་མཚོ་ thub bstan rgya mtsho       |        | 1876–1933 | 1878 | 1895–1933       |
| 14 | 땐진갸초     | བསྟན་འཛིན་རྒྱ་མཚོ་ bstan 'dzin rgya mtsho     |        | 1935-     | 1937 | 1950~ (망명 중) |

## 같이 보기
- 제14대 달라이 라마
- 판첸 라마
- 티베트 불교

## 참고 자료
- 「조르주 바타이유」, 티베트의 라마교, 유기환 저, 살림(2006년, 89~101p)
- 「중국문명대시야」, 베이징대학교 중국전통문화연구 위안싱페이 저, 장연, 김호림 역, 김영사(2007년, 121~292p)
- 《네이버 백과사전》, 달라이 라마
- 제보합니다. 다음링크의 아이가 龍子입니다. 차세대 라마일지도..   https://www.alamy.com/stock-photo-smiling-tibetan-child-in-a-rural-village-on-the-nomadic-grasslands-20508866.html